# 北秋津
北秋津（きたあきつ）は、埼玉県所沢市の大字。郵便番号は、359-0038。本項では1889年（明治22年）の町村制施行時に同区域に存在した北秋津村についても記す。

## 地理
所沢市南部、吾妻地区に所属する。
北及び東で上安松、南で東京都東村山市秋津町、西で久米・南住吉・東住吉・くすのき台と隣接する。東住吉とは道路上の一点で接している。住宅地及び農地として利用されている。

### 河川
- 柳瀬川 - 「二柳橋」が所沢街道の当地と東京都東村山市秋津町との境に造られている。

### 地価
住宅地の地価は、2019年（平成31年）1月1日の公示地価によれば　埼玉県所沢市大字北秋津字沖上人塚７３９番３５の地点で25万2000円/m2となっている。

## 歴史
鎌倉時代初期に建てられたとされる北秋津城の遺構が残っている。
町村制施行以前は、南に南秋津村と接していたが、同村の村域は当時の北多摩郡、現在の東村山市に含まれる。町村制施行以降は埼玉県入間郡吾妻村の大字であった。
1986年に区画整理の実施により、一部がくすのき台として分離したが、現在もほとんどの地域が残っている。

### 沿革
- 1889年（明治22年）4月1日 - 町村制施行に伴い北秋津村が発足。荒幡村、久米村と町村組合を結成し、吾妻組合村となる。
- 1891年（明治24年）5月1日 - 吾妻組合村3村が合併し、吾妻村の村域となる。
- 1943年（昭和18年）4月1日 - 吾妻村が所沢町・小手指村・富岡村・山口村・松井村と合併し、所沢町大字北秋津となる。
- 1950年（昭和25年）11月3日 - 所沢町が市制施行して所沢市となる。
- 1986年（昭和63年）11月2日 - 区画整理実施により、小字沖上人塚、所沢前、神送塚、下新井道、茨原前（ばらはらまえ）、北ノ台が新設のくすのき台一丁目 - 同三丁目の一部となる。

## 世帯数と人口
2017年（平成29年）9月30日現在の世帯数と人口は以下の通りである。
| 大字   | 世帯数    | 人口    |
| ------ | --------- | ------- |
| 北秋津 | 4,678世帯 | 9,648人 |

## 交通

### 鉄道路線
- 西武池袋線（秋津駅 - 所沢駅）が東側縁辺部、同線（所沢駅 - 西所沢駅）が北側縁辺部を、西武新宿線（東村山駅 - 所沢駅）が西側縁辺部を通っている。

### 道路
- 埼玉県道4号東京所沢線（所沢街道） - 秋津橋
- 市道「所沢陸橋通り」[8] - 所沢陸橋
- 市道「くすのき通り」
- 市道「所沢東口中央通り」

バス
地内を運行するのは、西武バス、および所沢市内循環ところバス。地内のバス停名および系統名は以下の通り。
- 茨原前 - 所52･52-1･55･56･57･58-1･61･清66･大34
- 北秋津小学校、北秋津、日月神社 - 久11-1･所46

交差点
| - 所沢駅東口入口 - くすのき台 - 北秋津小学校入口 | - 北秋津 - 吾妻 - 久米境 |

## 施設
教育･保育
- 国際航空専門学校（敷地の一部）
- 所沢市立北秋津小学校
- 所沢市立北秋津保育園[9]

公共
- 北秋津集会所
- 北秋津第九連合会集会所

公園
- 茨原西公園
- 茨原東公園
- 沖上人塚公園
- 上川原公園
- 東原井公園

寺社
- 日月神社
- 八雲神社
- 持明院 - 真言宗豊山派の寺院

史跡
- 大堀山館跡（北秋津城跡）
- 北秋津横穴墓群
- 阿間巌下遺跡
- 下ヶ谷戸遺跡
- 山崎遺跡

教会
- 北秋津キリスト教会

## 小・中学校の学区
市立小・中学校に通う場合の学区（校区）は以下の通り。
| 町丁   | 番・番地 | 小学校                     | 中学校                     |
| ------ | -------- | -------------------------- | -------------------------- |
| 北秋津 | 西部     | 所沢市立南小学校（南住吉） | 所沢市立南陵中学校（久米） |
| 北秋津 | 広域     | 所沢市立北秋津小学校       | 所沢市立南陵中学校（久米） |

## 関連文献
- 「北秋津村」『新編武蔵風土記稿』 巻ノ157入間郡ノ2、内務省地理局、1884年6月。NDLJP:764001/59。